# Port lotniczy Parma
Port lotniczy Parma (IATA: PMF, ICAO: LIMP) – port lotniczy położony 2,6 km na północny zachód od Parmy, w regionie Emilia-Romania, we Włoszech.

## Linie lotnicze i połączenia
| Linia lotnicza | Kierunek                                  |
| -------------- | ----------------------------------------- |
| Alpavia        | Sezonowo: 1. Olbia                        |
| FlyOne         | 1. Kiszyniów                              |
| Luxwing        | Sezonowo: 1. Figari 2. Saint-Tropez       |
| Ryanair        | 1. Cagliari Sezonowo: 1. Malta 2. Palermo |